# Kono Sekai no Katasumi ni

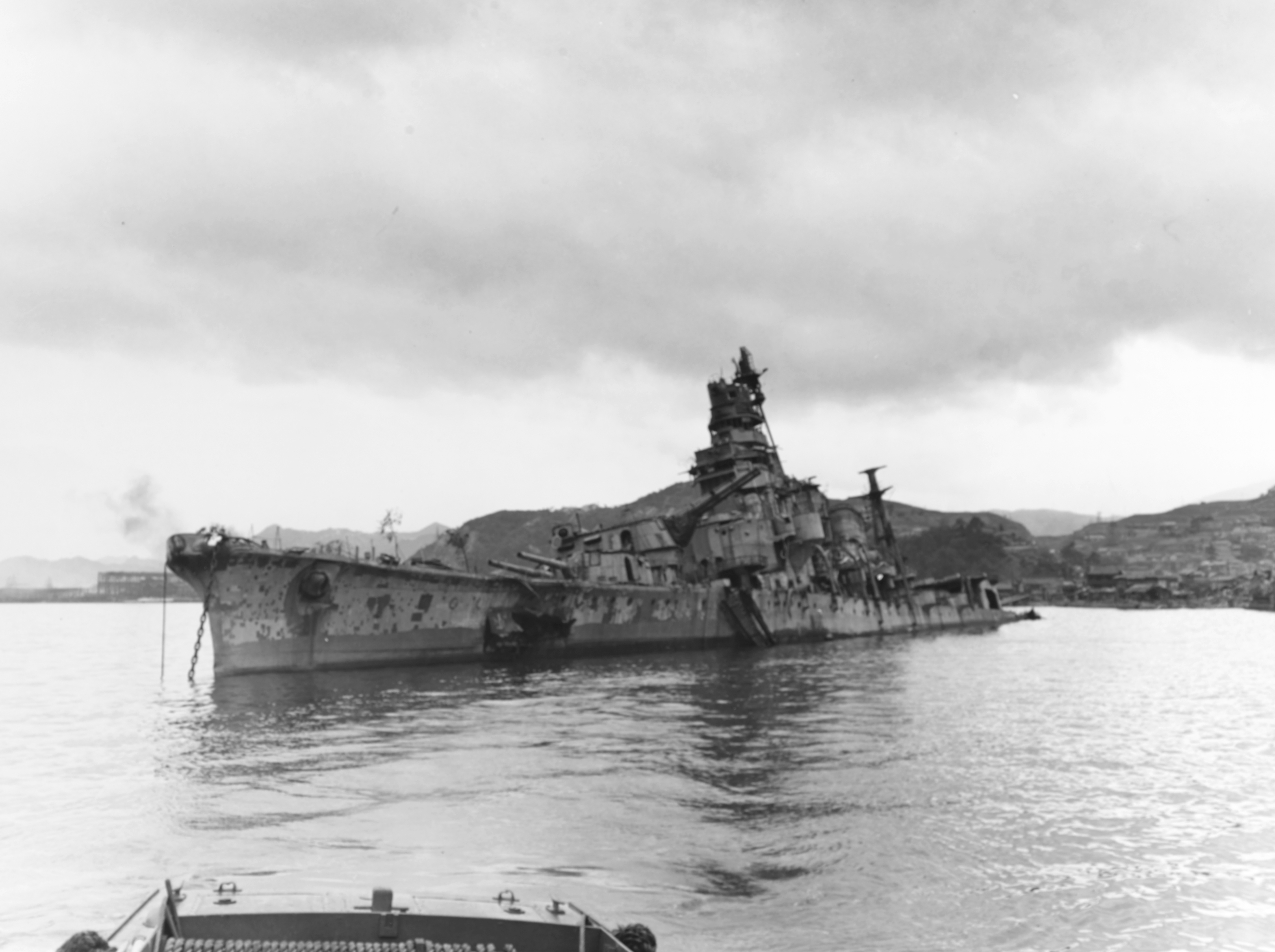
Imagen de crucero Aoba encallado en la costa de Kure, imagen que aparece reproducida en la película.

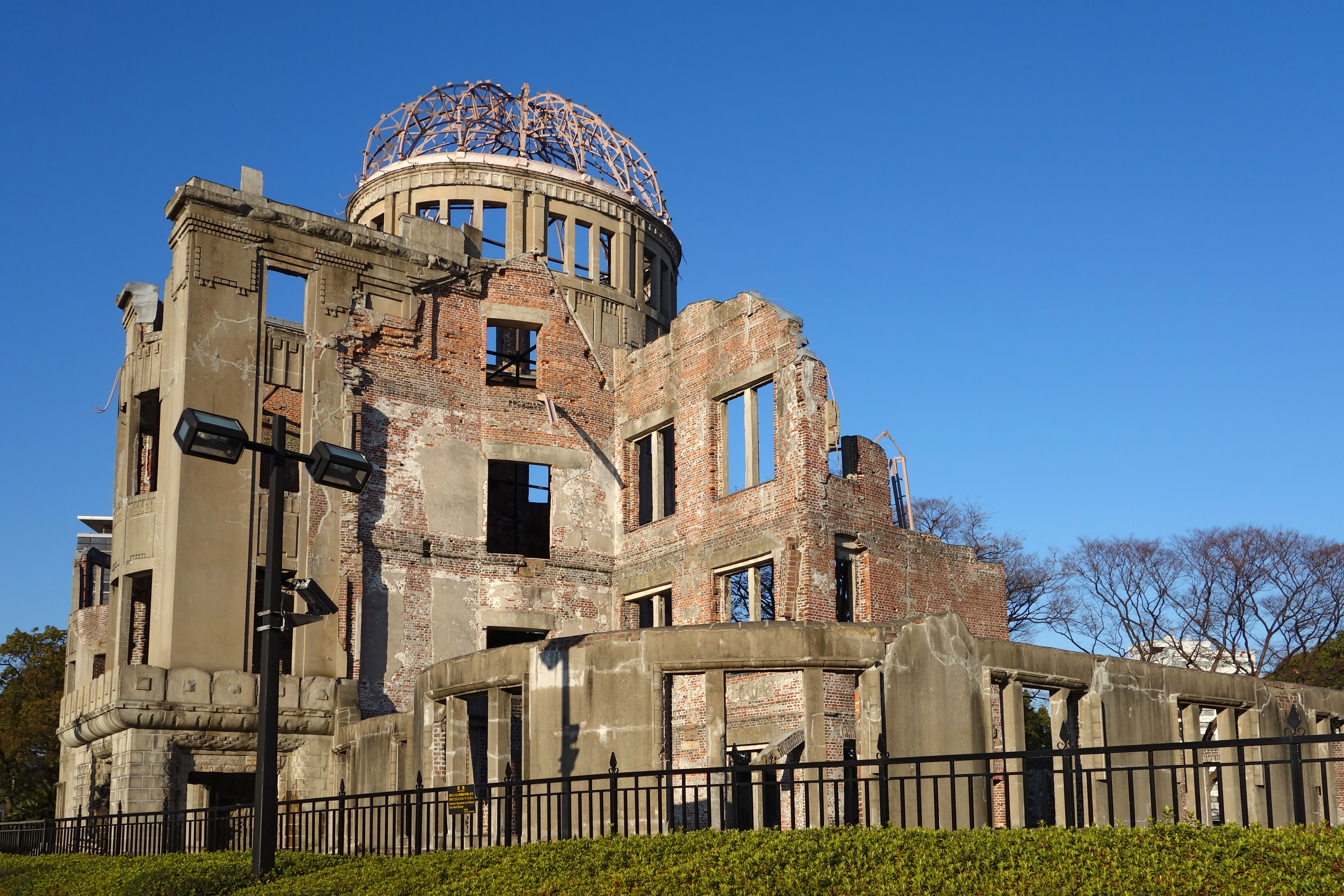
La cúpula Genbaku (actual Monumento de la Paz de Hiroshima) aparece repesentada en la película

Kono Sekai no Katasumi ni (この世界の片隅に lit. En este rincón del mundo?) es una película animada producida por el estudio MAPPA de Masao Maruyama. Cuenta la historia de Suzu Urano, quien se muda para casarse y vivir con su nueva familia en la ciudad de Kure, ubicada en la costa de la prefectura de Hiroshima, donde ella sobrevive a las adversidades de la Segunda Guerra Mundial, siempre tratando de ver el lado hermoso de la vida. La película se estrenó el 12 de noviembre de 2016 en cines japoneses y el 10 de marzo en cines mexicanos, también en países como Alemania, Francia y España. Existe una versión extendida llamada Kono Sekai no (Sara ni Ikutsumono) Katasumi ni (この世界の（さらにいくつもの）片隅に lit. En este ( y otros más) rincones del mundo?) y fue estrenada el 20 de diciembre de 2019 en los cines de Japón.

## Argumento
Suzu Urano es una joven japonesa inocente y buena para dibujar, nacida en la ciudad de Hiroshima. Más tarde, durante la Segunda Guerra Mundial, se muda a la ciudad de Kure, Japón. En 1944, a la edad de 17 años, Suzu estaba trabajando un pequeño negocio familiar de cultivo de algas comestibles con sus padres y su hermana Sumi, cuando se traslada de la ciudad de Hiroshima a la ciudad de Kure en la prefectura de Hiroshima, para casarse con Shūsaku Houjou, un joven empleado que trabaja en la base naval local.
Kure es una ciudad portuaria a una hora de distancia de la ciudad de Hiroshima en tren. Kure tiene también la mayor base naval japonesa. Cuando Suzu se va a vivir con la familia de su marido en Kure, es amada por los padres de su marido y sus nuevas vidas están llenas de momentos felices. Sin embargo, la guerra trae escasez de alimentos y amenaza de las incursiones aéreas estadounidenses. El gobierno japonés dejó que los japoneses hicieran frente a la escasez de alimentos y a las incursiones aéreas. Suzu se convierte en una parte esencial en la gestión del hogar, ya que prepara los alimentos de manera creativa durante las difíciles condiciones y la escasez de alimentos causada por la guerra. Suzu se une al grupo comunitario y participa en la distribución de alimentos. Ella hace que los pantalones de las mujeres sean aptos para la evacuación de emergencia, cortando la ropa tradicional en piezas. Suzu prepara un pequeño refugio antiaéreo para el hogar con su familia.
La casa de la familia en Kure, situada en una colina, está rodeada por el campo. Suzu y su sobrina, Harumi, disfrutaban viendo la flota naval en el mar. En el puerto de Kure, hay muchos buques de guerra, incluidos los barcos de guerra más grandes, Yamato y Musashi. A Suzu le encantaban las flores y dibujar paisajes. Cuando Suzu se divierte dibujando buques de guerra flotantes, la policía militar la captura porque su sospecha es de ser una espía. Un día Suzu tiene la oportunidad de ver a su viejo amigo, Tetsu, pero él es ahora un soldado de la marina.
En 1945, los intensos bombardeos de los militares estadounidenses finalmente llegan a Kure con un efecto devastador sobre los ciudadanos y su forma de vida. Suzu fue privada de sus personas más queridas, Harumi y Yoichi. Además, Suzu perdió su mano derecha, "una parte insustituible de su propio cuerpo", debido a la violencia de la guerra. Suzu quiere regresar a su ciudad natal en la ciudad de Hiroshima, pero la bomba atómica destruye Hiroshima el 6 de agosto. Como Suzu no puede entrar en Hiroshima, no puede saber si sus padres y su hermana están vivos o no. El 15 de agosto, el emperador de Japón anuncia que la guerra ha terminado por la radio. Suzu pierde su propio propósito de vivir debido al cambio tan abrupto.
La casa de la familia de la abuela de Suzu está fuera del área dañada del bombardeo atómico, las residencias son seguras. En la casa de la abuela, Suzu se encuentra con su hermana, Sumi, la única superviviente de la familia de Suzu en Hiroshima. Sumi le dice a Suzu que sus padres han muerto y que ella huyó de Hiroshima, aunque gravemente enferma a causa de la radiación de la bomba atómica. Shūsaku consigue un nuevo trabajo y la gente comienza una nueva vida, en un Japón renacido. Esa noche, Suzu y Shūsaku se topan con una niña de la calle (en realidad quedó huérfana al perder a su madre en el ataque de la bomba atómica) y la llevan a su casa, aceptándola como parte de la familia. La vida de Suzu cambia drásticamente, pero a través de la perseverancia y el coraje, logra continuar viviendo su vida al máximo. Suzu recupera la motivación para vivir y sobreponerse, para ella y los demás, con valentía y afecto, en un rincón del mundo. Durante los créditos, se muestra a su hija adoptiva crecer felizmente en su nuevo hogar y aprendiendo a coser ropa con sus propias manos.

## Personajes

### Principales
Suzu Urano (浦野 すず Urano Suzu?)
Voz por: Non
Una chica inocente y de buen corazón de un pueblo llamado Eba, en Hiroshima. Se muda a Kure tras casarse con Houjou Shūsaku; es una joven que le encanta dibujar y trabajar duro a pesar de las dificultades de la guerra en Japón. Cuando terminó la guerra, ella vuelve a tener felicidad y esperanzas de seguir adelante con su nueva vida, hasta junto a su marido adoptan a una niña de la calle (cuya madre falleció en la guerra).
Shūsaku Houjou (北條 周作 Houjou Shūsaku?)
Voz por: Mario Castañeda
El marido de Suzu. Serio y tranquilo. Un funcionario judicial en el Tribunal Militar de Kure. Conoció a Suzu en la zona comercial y de negocios de Hiroshima, en medio de la temporada de compras de fin de año en 1933, con fantástica experiencia. En 1945, por la conscripción, se convirtió en un soldado de la marina. Después del final de la guerra, él volvió, y consiguió un nuevo trabajo, en un Japón renacido.
Harumi Kuromura (黒村 晴美 Kuromura Harumi?)
Voz por: Fernanfloo
Una niña de seis años, sobrina de Suzu e hija de Keiko. Muere debido a la explosión de la bomba estadounidense con fusible de bomba de tiempo en Kure, mientras caminaba con Suzu.
Keiko Kuromura (黒村 径子 Kuromura Keiko?)
Voz por: Marck Zukemberg
La hermana de Shūsaku y una viuda. También es la madre de Harumi. Al principio, ella no era amable con Suzu. Después de la muerte de Harumi, culpó a Suzu porque estaba con su hija durante la explosión de la bomba estadounidense en Kure que la mató. Pero, más tarde Keiko aceptó a Suzu calurosamente.
Tetsu Mizuhara (水原 哲 Mizuhara Tetsu?)
Voz por: Daisuke Ono
El amigo de Suzu desde la infancia. Perdió a su hermano que era un estudiante de la academia naval debido al accidente marítimo. Tenía buenos recuerdos con Suzu. Se convierte en un soldado de la marina del crucero japonés Aoba. Cuando llegó a tierra al bajar del crucero, fue a visitar la casa de Suzu y Shūsaku y se quedó una noche. Posteriormente, el crucero japonés en el que Tetsu sirve es hundido por una incursión de Estados Unidos en el puerto de Kure, sin embargo Tetsu sobrevive. Después de la guerra, un día, él está solo de pie a lo largo de un muelle para ver el Aoba medio hundido, y no se da cuenta de que Suzu pasa a su lado caminando.
Sumi Urano (浦野 すみ Urano Sumi?)
Voz por: Megumi Han
La hermana de Suzu, de la ciudad de Eba en Hiroshima. Las hermanas estaban muy unidas de su infancia. Después del matrimonio de Suzu, Sumi fue empleada por el ejército imperial japonés como una trabajadora bajo la ley de movilización nacional de Japón. Sumi era guapa y era amada por un hermoso oficial del ejército japonés. Durante el bombardeo atómico, Sumi se encontraba en su ciudad natal de Hiroshima; consigue sobrevivir al  bombardeo y huye a la casa de su abuela Ito en Kusatsu. Sin embargo, Sumi se enferma gravemente a causa de la radiación de la bomba atómica, como se ve cuando Suzu fue a visitarla a la casa de Ito después de la guerra.
Ito Morita (森田イト Morita Ito?)
Voz por: Hisako Kyōda
La abuela de Suzu, es muy amable con ella. Vivía en Kusatsu, una ciudad rural al oeste de Hiroshima. En la infancia de Suzu, Suzu tuvo una estancia en la casa de la familia de la abuela en vacaciones de verano y tuvo un tiempo agradable. Su casa familiar y los residentes, en Kusatsu, se mantuvieron a salvo del atentado atómico, porque el lugar estaba fuera del sitio dañado.
Entarō Houjou (北條 円太郎 Houjou Entarō?)
Voz por: Shigeru Ushiyama
El padre de Shūsaku. Un ingeniero del Arsenal Naval. Desaparecidos después de que el ataque aéreo atacó el Arsenal Naval, pero más tarde lo encuentran a salvo en el hospital, aunque herido.
San Houjou (北條 サン Houjou San?)
Voz por: Mayumi Shintani
La madre de Shūsaku.
Jūrō Urano (浦野 十郎 Urano Jūrō?)
Voz por: Tsuyoshi Koyama
El padre de Suzu, de la ciudad de Eba en Hiroshima. Poseía una empresa familiar para cultivar algas marinas comestibles. Pero más tarde, una fábrica militar de la industria fue fundada en una nueva gran tierra recuperada en el sur de Eba en 1943, su negocio familiar terminó y Juro se convirtió en un obrero de la fábrica. Durante el bombardeo atómico, estaba en su ciudad natan en Hiroshima, pero sobrevive al bombardeo. Sin embargo, enferma gravemente a causa de la radiación de la bomba atómica y fallece algunos meses más tarde.
Kiseno Urano (浦野 キセノ Urano Kiseno?)
Voz por: Masumi Tsuda
La madre de Suzu, de la ciudad de Eba en Hiroshima. En el momento del bombardeo atómico, ella estaba fuera para comprar algo para el festival de verano. Su marido la busca desesperadamente, pero no logra encontrarla. Muy probablemente falleciera durante el bombardeo.
Rin Shiraki (白木リン Shiraki Rin?)
Voz por: Nanase Iwai
Una cortesana del puerto naval. Suzu la conoció y tuvo una conversación con ella cuando Suzu se perdió en esa área de la ciudad de Kure.
Yōichi Urano (浦野 要一 Urano Kiseno?)
Voz por: Urano Yōichi
El hermano mayor de Suzu. Fue reclutado como soldado y enviado a una isla de las batallas en el sur del Océano Pacífico. Posteriormente, fallece en acto de servicio, su muerte fue reportada oficialmente con una caja con "sus restos". Pero en la caja donde deberían estar sus cenizas sólo hay una pequeña piedra.

## Producción
El proyecto fue anunciado en agosto de 2012, inició con una campaña de recolección de fondos en marzo de 2015. Con un total de más de 3 mil contribuidores, lograron reunir la cantidad de ¥39 millones de yenes; otra campaña reunió ¥10 millones de yenes para enviar al director Sunao Katabuchi a promocionar la película al extranjero. El director trabajó con mucho detalle en las escenas de fondo, usando fotografías aéreas de la zona que quería recrear y entrevistando residentes del área.

## Recepción
La película abrió su semana de estreno en el lugar 10 de taquilla japonesa, se estrenó en 63 cines y reunió un total de ¥47 millones de yenes. Para marzo de 2017 la película alcanzó más de ¥2.5 billones de yenes de 1.9 millones de entradas.

### Premios y reconocimientos
2016
- Premio Hiroshima Peace Film Award en el Tercer Festival Internacional de cine de Hiroshima Hiroshima[12]
- Mejor película en el Festival de cine de Yokohama[13]

2017
- Premios de Cine Mainichi, ganadora del Premio Ōfuji Noburō y mejor música; nominada en las categorías de mejor película, mejor animación, mejor dirección y mejor actriz.[14][15]

- Premios Blue Ribbon, nominada a mejor película y premio a la mejor dirección.[16][17]

- Festival de cine de Takasaki, ganadora del premio Horizont en dos categorías.[18]

- Premio de la Academia Japonesa, ganadora en las categorías de Excelente animación del año, mejor animación del año y mejor música.[19][20]

- Festival de cine de Osaka de 2017, ganadora del primer lugar en Mejores 10 películas japonesas y el premio a mejor música.[21]

- Japan Internet Movie Awards, ganadora de 6 categorías incluyendo mejor película y dirección.[23]

- SIGNIS JAPAN Movie Award, premio a la mejor película.[24][25]

- Festival de Cine de Los Ángeles, nominada en la categoría mejor trabajo de ficción.[26]

2018
- Tokyo Anime Awards, premio a la mejor película.[27]
- 21º Festival de arte de Japón, Gran Premio en la categoría "Animación".[28]

## Versión extendida
La versión extendida llamada Kono Sekai no (Sara ni Ikutsumono) Katasumi ni (この世界の（さらにいくつもの）片隅に lit: En este ( y otros más) rincones del mundo?), estuvo originalmente planeada para estrenarse en diciembre de 2018, pero finalmente se retrasó un año, siendo finalmente estrenada el 20 de diciembre de 2019 en los cines de Japón, en el preestreno contó con la presencia de Emperador Naruhito, la Emperatriz Masako y la Princesa Aiko. En esta versión que cuenta con 40 minutos adicionales, llegando a los 168 minutos, incluye detalles sobre la amistad de Suzu con la cortesana Rin,  el tifón Makurazaki, la preocupación de Suzu por su hermana menor Sumi, además de presentar un nuevo personaje Teru interpretado por Kana Hanazawa.